# 中华人民共和国第十四届冬季运动会冰球比赛
中華人民共和國第十四屆冬季運動會冰球比賽是十四冬的冰球賽事，公開組於2023年7月13日到8月6日率先開賽。冰球比賽一共设男、女公开组和青年组共4个小项。

## 概要
十四冬的公開組冰球賽事於2023年7月13日到8月6日率先開賽。男子賽事由北京市勝出，而女子賽事則由廣東省勝出。

## 獎牌得主

### 公開組
| 項目     | 金牌 | 银牌 | 铜牌 |
| 男子冰球 | 北京市 陈恺麟 陈世枫 陈梓蒙 福将 福帅 侯宇阳 杰克·凯利奥斯 杰瑞米·史密斯 瑞安·斯普劳尔 孙泽浩 王京 吴昊 闫俊丞 叶劲光 张嘉祺 张鹏飞 张泽森 郑恩来 郑明举 朱治锐 庄新宇 宗翰明 | 内蒙古自治区 富而康 郭子琦 国家宁 韩宇航 胡浩然 金祉澳 李泽溢 刘家启 孙功泽 孙浩 孙鹏 王宏洋 王瑞泽 王晓东 吴浩淼 夏盛戎 杨博硕 于纪龙 于家聪 张天一 朱轩宏南 | 陕西省 傅饶 高鹏 胡佳昊 黄腾赫 金悰朗 李明诜昊 李羿龙 李智晨 刘钰潇 刘子豪 鲁恒男 栾镕 吕知宜 马思成 穆鑫 申明羿 宋佳诺 魏子尧 武思铭 许仁瀚 张凯波 张天翊 |
| 女子冰球 | 廣東省 方新 费安娜 韩艺阳 何思晔 黄慧儿 康木兰 孔明会 林绮琪 刘宇菲 刘智新 皮云琳 王思琰 王雨晴 文露 徐诗淇 许佳超 杨丽莹 于柏巍 张爽 张喜芳 赵启男 朱瑞                      | 黑龍江省 杜宛泽 杜心蕊 付俊杰 付芮宁 宫晓宇 侯秋光 黄靖雪 姜淼 蒋希杰 李昔燃 梁溪芮 刘工宁 刘欣 刘宇婵 曲乐 孙雨露 田羽薇 王美琪 王毓欣 王悦馨 杨婧镭 杨婉莹  | 北京市 邓迪 丁晓雪 杜思佳 伏可心 管莹莹 何欣 姜博文 李佳欣 廖梓菲 刘思杨 吕悦 马蕊 钱欣彤 田乃元 王畅 王新宇 叶洋洋 张弛 张梦莹 张钰梓                     |

### 青年組
| 項目     | 金牌 | 银牌 | 铜牌 |
| 男子冰球 | 北京市 孟凡珂 王若宇 张右一 涂越然 于千皓 蒋思雄 黄奕翔 吴继元 李墨晗 何赞书 田博宇 周子简 周嘉禾 肖宇泽 成果 王皓然 吴攸 赵子桁 耿宇波 高慕川 温翔 王浩西 乔荿为   | 黑龙江省 孙玺 李帛瑀 徐帅文硕 孙镜坤 唐英皓 赵子豪 石佳鑫 姜文瀚 刘诗文 刘轩溢 余成博 张皓然 张宇皓 刘博成 栾浩 吴一南 钱俊豪 田之良 王一诺 孙潇阳 金嘉霖 崔远博 | 陕西省 肖振奕 王禹波 李博一 营瀚祺 李伯犀 周子深 赵荣基 白赫垚 竺昊霆 郭皓宇 温家好 杜思哲 徐梓恒 黄诗瑞 陈实 岳雨锋 金松儒 周俊锡 刘嘉文 马子豪 张恺宸 李赟泽 沈熠轩 |
| 女子冰球 | 北京市 张碧洋 邢运佳 李羿霏 胡佳怡 付佳丽 吴思嘉 李可 胡晗朔 岳雯潇 张菁月 陈思诺 陈思潼 牛梓辰 寇宸菲 戴米 赵菲君 杨紫贻 张曦予 李新怡 王天爱 陈禹含 詹佳慧 袭铭妮 | 四川省 王丙辛 吴玺 杨小萱 方一然 于昕鹭 孟繁聪 张博雅 王一帆 何子莹 耿艺桐 赵梓羽 王佳怡 陈雨彤 张安娜 王越然 张惋迪 张佳悦 王锦妍 贾伊童 王佳欣 张嘉静怡 彭一伊 | 遼寧省 李天晴 曹若菡 江妙涵 黄若雅 鞠佳芯 李心媛 李晴 李雨馨 林琪雅 董忻玥 刘星 唐瑛浩 庞悦彤 牛嘉琪 赵贵雲 玄思祺 张瑾 赵妤婧 王羽鑫 吴雨珊 向美霖 田雪滢            |

## 獎牌榜

### 總獎牌榜
| 排名 | 代表团       | 金牌 | 銀牌 | 銅牌 | 总数 |
| ---- | ------------ | ---- | ---- | ---- | ---- |
| 1    | 北京市       | 3    | 0    | 1    | 4    |
| 2    | 廣東省       | 1    | 0    | 0    | 1    |
| 3    | 黑龍江省     | 0    | 2    | 0    | 2    |
| 4    | 四川省       | 0    | 1    | 0    | 1    |
| 4    | 內蒙古自治區 | 0    | 1    | 0    | 1    |
| 6    | 陝西省       | 0    | 0    | 2    | 2    |
| 7    | 遼寧省       | 0    | 0    | 1    | 1    |
| 合計 | 合計         | 4    | 4    | 4    | 12   |

### 分獎牌榜（公開組）
| 排名 | 代表团       | 金牌 | 銀牌 | 銅牌 | 总数 |
| ---- | ------------ | ---- | ---- | ---- | ---- |
| 1    | 北京市       | 1    | 0    | 1    | 2    |
| 2    | 廣東省       | 1    | 0    | 0    | 1    |
| 3    | 黑龍江省     | 0    | 1    | 0    | 1    |
| 3    | 內蒙古自治區 | 0    | 1    | 0    | 1    |
| 4    | 陝西省       | 0    | 0    | 1    | 1    |
| 合計 | 合計         | 2    | 2    | 2    | 6    |

### 分獎牌榜（青年組）
| 排名 | 代表团   | 金牌 | 銀牌 | 銅牌 | 总数 |
| ---- | -------- | ---- | ---- | ---- | ---- |
| 1    | 北京市   | 2    | 0    | 0    | 2    |
| 2    | 四川省   | 0    | 1    | 0    | 1    |
| 2    | 黑龍江省 | 0    | 1    | 0    | 1    |
| 4    | 遼寧省   | 0    | 0    | 1    | 1    |
| 4    | 陝西省   | 0    | 0    | 1    | 1    |
| 合計 | 合計     | 2    | 2    | 2    | 6    |

## 資料來源
1. ↑  贝赫; 王春燕. . 新華社. 2023-07-12  [2023-07-27]. （原始内容存档于2023-07-27）.
2. ↑  胡雪蓉. . 人民网. 2023-08-07  [2023-08-08]. （原始内容存档于2023-08-09）.
3. ↑  胡雪蓉. . 人民网. 2023-07-21  [2023-08-08]. （原始内容存档于2023-08-08）.
4. ↑  . 中華人民共和國第十四屆冬季運動會信息發佈系統.   [2024-01-11]. （原始内容存档于2024-02-02）.
5. ↑  . 中華人民共和國第十四屆冬季運動會信息發佈系統.   [2024-01-11]. （原始内容存档于2024-02-02）.
6. ↑  . 中华人民共和国第十四届冬季运动会信息发布系统.   [2024-02-27]. （原始内容存档于2024-02-02）.
7. ↑  . 中华人民共和国第十四届冬季运动会信息发布系统.   [2024-02-26]. （原始内容存档于2024-02-02）.